# Schwaig (Gemeinde Weistrach)
Schwaig ist eine Katastralgemeinde der Gemeinde Weistrach im Bezirk Amstetten in Niederösterreich.

## Geschichte
Laut Adressbuch von Österreich waren im Jahr 1938 in Schwaig ein Gastwirt, ein Obsthändler, ein Steinmetzmeister und einige Landwirte ansässig.

## Siedlungsentwicklung
Zum Jahreswechsel 1979/1980 befanden sich in der Katastralgemeinde Schwaig insgesamt 72 Bauflächen mit 31838 m² und 43 Gärten auf 189727 m², 1989/1990 waren es 70 Bauflächen. 1999/2000 war die Zahl der Bauflächen auf 126 angewachsen und 2009/2010 waren es 80 Gebäude auf 117 Bauflächen.

## Landwirtschaft
Die Katastralgemeinde ist landwirtschaftlich geprägt. 384 Hektar wurden zum Jahreswechsel 1979/1980 landwirtschaftlich genutzt und 184 Hektar waren forstwirtschaftlich geführte Waldflächen. 1999/2000 wurde auf 372 Hektar Landwirtschaft betrieben und 207 Hektar waren als forstwirtschaftlich genutzte Flächen ausgewiesen. Ende 2018 waren 367 Hektar als landwirtschaftliche Flächen genutzt und Forstwirtschaft wurde auf 209 Hektar betrieben. Die durchschnittliche Bodenklimazahl von Schwaig beträgt 32 (Stand 2010).